# Обрадовце
Обрадовце је насеље у Србији у општини Црна Трава у Јабланичком округу. Према попису из 2022. било је 14 становника.
Ceлo je ca леве стране реке Власине, a на косама Чемерника.

## Демографија
У насељу Обрадовце живи 28 пунолетних становника, а просечна старост становништва износи 55,5 година (54,4 код мушкараца и 56,3 код жена). У насељу има 14 домаћинстава, а просечан број чланова по домаћинству је 2,21.
Ово насеље је у потпуности насељено Србима (према попису из 2002. године), а у последња три пописа, примећен је пад у броју становника.
|  |

| Демографија | Демографија | Демографија |
| Година      | Становника  | Становника  |
| ----------- | ----------- | ----------- |
| 1948.       | 113         |             |
| 1953.       | 102         |             |
| 1961.       | 90          |             |
| 1971.       | 70          |             |
| 1981.       | 48          |             |
| 1991.       | 38          | 38          |
| 2002.       | 31          | 32          |
| 2011.       | 24          |             |
| 2022.       | 14          |             |

| Етнички састав према попису из 2002.‍ | Етнички састав према попису из 2002.‍ | Етнички састав према попису из 2002.‍ | Етнички састав према попису из 2002.‍ | Етнички састав према попису из 2002.‍ |
| ------------------------------------ | ------------------------------------ | ------------------------------------ | ------------------------------------ | ------------------------------------ |
|                                      |                                      |                                      |                                      |                                      |
| Срби                                 | Срби                                 |                                      | 31                                   | 100,0%                               |

| Година пописа     | 1948. | 1953. | 1961. | 1971. | 1981. | 1991. | 2002. |
| ----------------- | ----- | ----- | ----- | ----- | ----- | ----- | ----- |
| Број домаћинстава | 24    | 23    | 29    | 22    | 19    | 15    | 14    |

| Број чланова      | 1 | 2 | 3 | 4 | 5 | 6 | 7 | 8 | 9 | 10 и више | Просек |
| ----------------- | - | - | - | - | - | - | - | - | - | --------- | ------ |
| Број домаћинстава | 4 | 6 | 1 | 3 | 0 | 0 | 0 | 0 | 0 | 0         | 2,21   |

| Пол    | Укупно | Неожењен/Неудата | Ожењен/Удата | Удовац/Удовица | Разведен/Разведена | Непознато |
| ------ | ------ | ---------------- | ------------ | -------------- | ------------------ | --------- |
| Мушки  | 12     | 3                | 8            | 1              | 0                  | 0         |
| Женски | 16     | 1                | 8            | 7              | 0                  | 0         |
| УКУПНО | 28     | 4                | 16           | 8              | 0                  | 0         |

| Пол    | Укупно                    | Пољопривреда, лов и шумарство | Рибарство                            | Вађење руде и камена | Прерађивачка индустрија       |
| ------ | ------------------------- | ----------------------------- | ------------------------------------ | -------------------- | ----------------------------- |
| Мушки  | 5                         | 0                             | 0                                    | 0                    | 2                             |
| Женски | 0                         | 0                             | 0                                    | 0                    | 0                             |
| УКУПНО | 5                         | 0                             | 0                                    | 0                    | 2                             |
| Пол    | Производња и снабдевање   | Грађевинарство                | Трговина                             | Хотели и ресторани   | Саобраћај, складиштење и везе |
| Мушки  | 0                         | 1                             | 0                                    | 0                    | 0                             |
| Женски | 0                         | 0                             | 0                                    | 0                    | 0                             |
| УКУПНО | 0                         | 1                             | 0                                    | 0                    | 0                             |
| Пол    | Финансијско посредовање   | Некретнине                    | Државна управа и одбрана             | Образовање           | Здравствени и социјални рад   |
| Мушки  | 0                         | 0                             | 0                                    | 0                    | 0                             |
| Женски | 0                         | 0                             | 0                                    | 0                    | 0                             |
| УКУПНО | 0                         | 0                             | 0                                    | 0                    | 0                             |
| Пол    | Остале услужне активности | Приватна домаћинства          | Екстериторијалне организације и тела | Непознато            | Непознато                     |
| Мушки  | 0                         | 0                             | 0                                    | 2                    | 2                             |
| Женски | 0                         | 0                             | 0                                    | 0                    | 0                             |
| УКУПНО | 0                         | 0                             | 0                                    | 2                    | 2                             |

## Порекло становништва
Насеље чине следеће махале:
- Обрадовска (29к),
- Маџаре (3к),
- Попови (4к),
- Семчекици (8к),
- Бабићеви (7к),
- Црвенковци (9к),
- Жутине (8к).

Обрадовчани воде порекло од Обрада који је досељеник из Буковика (планина Букуља). Маџарчани су Мађари који су на кубике земље извозили и од тога живели. Бавили су се и ковачким занатом. Бабићевчани и Самчекинчани су са Косова. Прозвани су тако што су сами српског цара на Косову сачекали и угостили. Од речи „сам — чека" настала је сложеница Самчекинци. Од ових Самчекинаца су Ивићи у варoшици Црна Трава и Ивићеви у Тодоровској махали, затим Ђорђевићи који су настањени у Београду и Смедереву. Црвенковчани и Жутинчани су са Копаоника. Поповчани су потомци чувеног поп-Стевана који се из Босилеграда доселио овде пре 370 година. Из ове фамилије је државник Милентије Поповић и његов брат књижевник Миодраг Поповић.